# André Soubiran
André Soubiran (ur. 29 lipca 1910 r. w Paryżu, zm. 29 lipca 1999 tamże) – francuski lekarz oraz pisarz, laureat Nagrody Renaudot w 1943 za powieść J'étais médecin avec les chars.
Studiował medycynę w Tuluzie oraz Paryżu, w 1935 r. obronił pracę doktorską. W tym samym roku wydał również swoją pierwszą książkę, Avicenne prince des médecins.
W 1939 został powołany do wojska, a w 1940 r. brał udział w kampanii francuskiej. Przeżycia wojenne zainspirowały go do napisania książki J'étais médecin avec les chars, za którą został nagrodzony Nagrodą Renaudot w 1943 r.
Pięciotomowa seria Les hommes en blanc, którą publikował w latach 1947–1958, odniosła duży sukces, pierwszy tom sprzedał się w nakładzie ponad 1,5 miliona egzemplarzy, a książki zostały przetłumaczone na 14 języków.
W latach 1959–1985 publikował w magazynie Jours de France.
Zmarł w wieku 89 lat w Paryżu.